# Austin Clarke (poète)
Pour les articles homonymes, voir Austin Clarke et Clarke.
Austin Clarke né en 1896 et mort en 1974 est un poète irlandais.